# 下関市民会館
下関市民会館（しものせきしみんかいかん）は、山口県下関市にある多目的ホールである。下関市が所有し、公益財団法人下関市文化振興財団が指定管理者として管理を行っている。

## 概要
1975年（昭和50年）から1年半の歳月を費やして完成したホールで、1977年（昭和52年）5月8日に開館。下関港国際ターミナルの正面に位置する。ワンフロア、スロープ式の大ホール（最大1,469人収容）と、全席可動席の中ホール（最大400人収容）を有する。
1996年（平成8年）から1998年（平成10年）にかけて増築を伴う改修工事を、2015年（平成27年）から2017年（平成29年）にかけて耐震補強工事を実施している。

## 建物構造
- 構造 鉄筋コンクリート造（一部鉄骨造）、地下1階、地上3階
- 建築面積 5,139.70平方メートル
- 延床面積 11,314.65平方メートル

## アクセス
- 下関駅より徒歩5分。
- 中国自動車道下関インターチェンジから下関市街方面へ車で約15分。

## 施設
- 大ホール
- 中ホール
- 会議室
- 展示室
- リハーサル室
- チューニング室

### 駐車場
- 普通車 45台

周辺に有料駐車場有り。

## 周辺施設
- 下関駅
- シーモール下関
- 下関港国際ターミナル